# Archie Moore
Archie Moore (Benoit, Mississippi, 13. prosinca 1913. – San Diego, 9. prosinca 1998.), bio je jedan od najpoznatijih afroameričkih boksača. 

## Životopis
Rođen je kao Archibald Wright. Do svoje 21. godine bio je u popravnom domu. Nakon izlaska, posvećuje se boksu, gdje postiže zapažene uspjehe. Godine 1938. postaje profesionalni boksač. Postavio je mnoge rekorde, među kojima je i onaj najstarijeg osvajača naslova prvaka, u 39. godini. Nadimak mu je bio "Stari mungos". Prvi put je najavio mirovinu 1941., ali se kasnije vratio. Najpoznatiji suvremenici su mu Joe Louis, Rocky Marciano, Floyd Patterson i Muhammad Ali.
Borio se protiv Alija, Marciana i Pattersona, no sve tri borbe je izgubio. Protiv Pattersona je boksao u drugoj kategoriji, a Marciano je bio na podu, ali ga je ipak nokautirao. U zadnjoj se borbi borio protiv Alija. Boksao je do 50. godine, a nakon završene boksačke karijere posvetio se borbi za prava crnaca u SAD-u. Sa suprugom je imao petero djece.
Boksao je 221 meč, dobio 194, izgubio 26, uz 8 neriješenih. Postigao je 145 nokauta.